# Liste von Streichquintetten
Die Liste von Streichquintetten zeigt wichtige Beiträge zur Streichquintettliteratur. Wenn nicht anders angegeben, lautet die Besetzung 2 Violinen, 2 Violen und Violoncello.

## Klassik
- Michael Haydn (1737–1806): Streichquintette G-Dur, F-Dur, C-Dur
- Luigi Boccherini (1743–1805): 125 Streichquintette (meist für 2 Violinen, Viola und 2 Violoncelli)
- Wolfgang Amadeus Mozart (1756–1791): Streichquintette B-Dur KV 174, c-Moll KV 406, C-Dur KV 515, g-Moll KV 516, A-Dur KV 581, D-Dur KV 593, Es-Dur KV 614
- Luigi Cherubini (1760–1842): Streichquintett e-Moll (für 2 Violinen, Viola und 2 Violoncelli)
- Ludwig van Beethoven (1770–1827): Streichquintette Es-Dur op. 4, C-Dur op. 29, c-Moll op. 104

## Romantik
- Louis Spohr (1784–1859): Streichquintette G-Dur op. 33 Nr. 1, Es-Dur op. 33 Nr. 2, h-Moll op. 69, a-Moll op. 91, g-Moll op. 106, e-Moll op. 129, g-Moll op. 164
- George Onslow (1784–1853): 34 Streichquintette (meist für 2 Violinen, Viola und 2 Violoncelli)
- Ferdinand Ries (1784–1838): 5 Streichquintette
- Friedrich Ernst Fesca (1789–1826): 4 Streichquintette
- Franz Schubert (1797–1828): Streichquintett C-Dur D 956 (op. 163, für 2 Violinen, Viola und 2 Violoncelli), Ouverture in c moll für Streichquintett (2 Violinen, 2 Viola, 1 Violoncello)
- Franz Lachner (1803–1890): Streichquintett c-Moll op. 121 (für 2 Violinen, Viola und 2 Violoncelli)
- Felix Mendelssohn Bartholdy (1809–1847): Streichquintette A-Dur op. 18, B-Dur op. 87
- Vinzenz Lachner (1811–1893): Streichquintett C-Dur op. 8
- Niels Wilhelm Gade (1817–1890): Streichquintett e-Moll op. 8
- Eduard Franck (1817–1893): Streichquintette e-Moll op. 15, C-Dur op. 51
- Louis Théodore Gouvy (1819–1898): Streichquintett G-Dur op. 55 (für 2 Violinen, Viola und 2 Violoncelli)
- Anton Bruckner (1824–1896): Streichquintett F-Dur WAB 112
- Anton Rubinstein (1829–1894): Streichquintett F-Dur op. 59
- Karl Goldmark (1830–1915): Streichquintett a-Moll op. 9 (für 2 Violinen, Viola und 2 Violoncelli)
- Johannes Brahms (1833–1897): Streichquintette F-Dur op. 88, G-Dur op. 111
- Alexander Porfirjewitsch Borodin (1833–1887): Streichquintett f-Moll (für 2 Violinen, Viola und 2 Violoncelli)
- Felix Otto Dessoff (1835–1892): Streichquintett G-Dur op. 10 (für 2 Violinen, Viola und 2 Violoncelli)
- Felix Draeseke (1835–1913): Streichquintette A-Dur oop. (für 2 Violinen, Viola, Violotta und Violoncello), F-Dur op. 77 (für 2 Violinen, Viola und 2 Violoncelli)
- Max Bruch (1838–1920): Streichquintette a-Moll oop., Es-Dur oop.
- Josef Rheinberger (1839–1901): Streichquintett a-Moll op. 82
- Friedrich Gernsheim (1839–1916): Streichquintett D-Dur op. 9
- Johan Svendsen (1840–1911): Streichquintett C-Dur op. 5
- Antonín Dvořák (1841–1904): Streichquintette a-Moll op. 1, G-Dur op. 18/77 (für 2 Violinen, Viola, Violoncello und Kontrabass), Es-Dur op. 97
- Heinrich von Herzogenberg (1843–1900): Streichquintett c-Moll op. 77
- Hermann Graedener (1844–1929): Streichquintett C-Dur op. 23 (für 2 Violinen, Viola und 2 Violoncelli)
- Franz Ries (1846–1932): Streichquintett c-Moll op. 28
- August Klughardt (1847–1902): Streichquintett g-Moll op. 62 (für 2 Violinen, Viola und 2 Violoncelli)
- Hubert Parry (1848–1918): Streichquintett Es-Dur
- Charles Villiers Stanford (1852–1924): Streichquintette F-Dur op. 85 und c-Moll op. 86
- Hans von Koessler (1853–1926): Streichquintett d-Moll
- Heinrich XXIV. Prinz Reuß-Köstritz (1855–1910): Streichquintett F-Dur op. 4
- Sergei Tanejew (1856–1915): Streichquintette G-Dur op. 14 (für 2 Violinen, Viola und 2 Violoncelli), C-Dur op. 16
- Ethel Smyth (1858–1944): Streichquintett E-Dur op. 1 (für 2 Violinen, Viola und 2 Violoncelli)

## Spätromantik und Moderne
- Wilhelm Berger (1861–1911): Streichquintett e-Moll op. 75 (für 2 Violinen, Viola und 2 Violoncelli)
- Hugo Kaun (1863–1932): Streichquintett fis-Moll op. 28/39 (für 2 Violinen, Viola und 2 Violoncelli)
- Felix Weingartner (1863–1942): Streichquintett C-Dur op. 40
- Alexander Glasunow (1865–1936): Streichquintett A-Dur op. 39 (für 2 Violinen, Viola und 2 Violoncelli)
- Max von Schillings (1868–1933): Streichquintett Es-Dur op. 32
- Ernst Mielck (1877–1899): Streichquintett F-Dur op. 3
- Frank Bridge (1879–1941): Streichquintett e-Moll
- Walter Braunfels (1882–1954): Streichquintett fis-Moll op. 63 (für zwei Violinen, Viola und 2 Violoncelli)
- Arnold Bax (1883–1953): Streichquintett G-Dur (für 2 Violinen, Viola und 2 Violoncelli)
- Heinrich Kaminski (1886–1946): Streichquintett fis-Moll
- Heinz Tiessen (1887–1971): Streichquintett op. 32
- Max Butting (1888–1976): Streichquintett c-Moll op. 10
- Bohuslav Martinů (1890–1959): Streichquintett
- Egon Kornauth (1891–1959): Streichquintett d-Moll op. 30
- Philipp Jarnach (1892–1982): Streichquintett op. 10
- Roger Sessions (1896–1985): Streichquintett
- Günter Raphael (1903–1960): Streichquintett fis-Moll op. 17
- Morton Feldman (1926–1987): Violin and String Quartet (für 3 Violinen, Viola und Violoncello)
- Helmut Eder (1916–2005): Streichquintett op. 108
- Robert Simpson (1921–1997): Streichquintette Nr. 1, Nr. 2 (für 2 Violinen, Viola und 2 Violoncelli)
- Einojuhani Rautavaara (1928–2016): Streichquintett Les cieux inconnus / Unbekannte Sphären (für 2 Violinen, Viola und 2 Violoncelli) (1997)

## 21. Jahrhundert
- Pehr Henrik Nordgren (1944–2008): Streichquintett (2 Violinen, Viola und 2 Violoncelli) op. 110 (2000)
- Kalevi Aho (* 1949): Streichquintett (2 Violinen, Viola und 2 Violoncelli). Hommage à Schubert (2008/09)
- Robert Krampe (* 1980): „...mein Saitenspiel!“ (2010/11) Quintett für zwei Violinen, zwei Violen und Violoncello
- Krzysztof Penderecki (1933–2020), Streichquintett Blätter eines nicht geschriebenen Tagebuches (2015; Version der Streichquartetts No. 3, 2008)
- Ignacy Zalewski (* 1990), Streichquintett Anitya (2021)